# Вранча (планина)
Вранча (на румънски: Munţii Vrancea) е планина в Румъния, в южната част на Източните Карпати. Дължина от север на юг около 60 km. Най-високите ѝ върхове са Гору (1783 m), Збойна Фрумоасе (1657 m), Коза (1629 m), Фуру Маре (1415 m). На запад със стръмни и къси (10 – 15 km) склонове се спуска към най-източната и най-висока част на Трансилванското плато. Източните ѝ склонове са дълги (на места над 50 km) и полегати и достигат почти до района на град Фокшани. На север чрез седловина висока 865 m се свързва с планината Немира (1648 m), а на юг с висока над 1200 m седловина – с планината Пентелеу (1775 m). Планината Вранча е изградена предимно от кайнозойски пясъчници и глинести шисти. Тя се явява един от главните райони на земетресения в Карпатите и околните региони. Източните ѝ дълги и полегати склонове са дълбоко разчленени на отделни масиви от долините на реките. На запад текат къси и бурни реки от водосборния басейн на река Олт (ляв приток на Дунав), на юг – реките Биска Маре и Биска Мике (от басейна на Бузъу), а на изток – реките Ойтуз, Кашин, Сушица, Путна, Ръмна, Ръмнику Сърат и др., всички от басейна на Сирет (ляв приток на Дунав). Склоновете на Вранча са обрасли със смесени и иглолистни гори (бук, дъб, смърч, ела), а най-високите части са заети от планински пасища.